# Aéroport de Korhogo
Pour les articles homonymes, voir HGO.
L'aéroport de Korhogo (code IATA : HGO • code OACI : DIKO) est un aéroport de Côte d'Ivoire desservant la ville de Korhogo, dans le Nord du pays.

## Statistiques
Pour des raisons techniques, il est temporairement impossible d'afficher le graphique qui aurait dû être présenté ici.

Voir la requête brute et les sources sur Wikidata.

### Compagnie aérienne et destination
| Compagnies        | Destinations         |
| ----------------- | -------------------- |
| Air Côte d'Ivoire | Abidjan-F.-H.-Boigny |

Edité le 6/08/2023

## Situation
| Abidjan Bouaké Korhogo Man Odienné San Pédro |